# Општина Моравске Топлице
Општина Моравске Топлице (словен. Moravske Toplice) је једна од општина Помурске регије у држави Словенији. Седиште општине и једино њено насеље је истоимено насеље Моравске Топлице.

## Природне одлике
Рељеф: Општина Моравске Топлице налази се у североисточном делу Словеније и погранична је ка Мађарској на истоку. Општина се простире у средишњем делу области Прекомурје, на месту где равничарски део на југу области прелази у побрежје Горичко на северу.
Клима: У општини влада умерено континентална клима.
Воде: Речица Лендава је најважнији водоток на подручју општине и чини њену јужну границу. Сви остали водотоци су мали и њене су притоке.

## Становништво
Општина Моравске Топлице је ретко насељена. Већину становништва чине Словенци (90%), а мањину Мађари (7%).

## Насеља општине
| - Андрејци - Берковци - Богојина - Буковница - Вучја Гомила - Иванци - Ивањшевци | - Ивановци - Канчевци - Крнци - Лончаровци - Лукачевци - Мартјанци - Млајтинци | - Моравске Топлице - Мотварјевци - Норшинци - Пордашинци - Просењаковци - Ратковци - Себеборци | - Село - Средишче - Сухи Врх - Тешановци - Филовци - Фоковци - Чикечка Вас |  |

## Додатно погледати
- Моравске Топлице